# 胡孚琛
胡孚琛（1945年12月—），中国社会科学院哲學系教授，中國社會科學院研究員，道教专家。全国老子道学文化研究会会长。

## 生平
1945年12月出生于河北省吳橋縣，1964年考入南開大學化學系。后于中国社会科学院哲学研究所取得哲学博士学位。
1982年接受钱学森建议，从自然科学改行研究道教内丹学。曾经师从王沐学习内丹功法。

## 著作
- 《丹道法诀十二讲》
- 《道學通論--兼論道家學説》
- 主編《中華道教大詞典》。